# Leptodactylus lithonaetes
Leptodactylus lithonaetes är en groddjursart som beskrevs av Heyer 1995. Leptodactylus lithonaetes ingår i släktet Leptodactylus och familjen tandpaddor. IUCN kategoriserar arten globalt som livskraftig. Inga underarter finns listade i Catalogue of Life.